# Левый Берег (Восточно-Казахстанская область)
Левый Берег (каз. Левый Берег) — упразднённое село в Восточно-Казахстанской области Казахстана. На момент упразднения находилось в подчинении городской администрации Усть-Каменогорска. В 1990-е годы включено в состав города.

## География
Располагалось на левом берегу реки Иртыш, в верхнем бьефе плотины Усть-Каменногорской ГЭС.

## История
До середины 1980-х годов входило в состав Меновновского сельсовета Таврического района, затем передано в подчинение Октябрьского райсовета Усть-Каменногорского горсовета.

## Население
По данным всесоюзной переписи 1989 года в селе проживало 144 человека, из которых русские составляли 55 % населения, казахи — 41 %.